# خوليو هيريرا (فارس)
خوليو هيريرا (بالإسبانية: Julio Herrera)‏ هو فارس ‏ مكسيكي، (ولد في مدينة مكسيكو في المكسيك 1911  م).

## وصلات خارجية
- خوليو هيريرا على موقع أوليمبيديا (الإنجليزية)